# Mujina into the deep
Mujina into the deep (estilitzat en majúscules) és una sèrie de manga japonesa escrita i il·lustrada per Inio Asano. Es va començar a serialitzar a la revista de manga seinen Shogakukan Big Comic Superior el març de 2023. Norma Editorial va començar a publicar el manga en català a partir del 5 de desembre de 2024.

## Publicació
Escrit i il·lustrat per Inio Asano, Mujina into the deep es va començar a publicar la revista de manga seinen de Shogakukan Big Comic Superior el 10 de març de 2023. Shogakukan ha recopilat els seus capítols en volums individuals wideban. El primer volum es va publicar el 28 de setembre de 2023. A 30 d'abril de 2025, se n'han publicat quatre volums.

### Volums
| Núm. | Data de publicació original | ISBN original     | Data de publicació en català | ISBN català       |
| --- | --------------------------- | ----------------- | ---------------------------- | ----------------- |
| 1 | 28 de setembre del 2023     | 978-4-09-862513-0 | 5 de desembre de 2024        | 978-84-679-7289-4 |
| Als carrers bulliciosos de la gran metropolitana, Tsukumo, una jove mercenària, aniquila amb la seva catana els objectius que li encarreguen eliminar. És una mujina, una persona sense drets humans que viu el dia a dia fora de la llei. És sanguinària i implacable, i té un objectiu.                                                       |                             |                   |                              |                   |
| 2 | 22 de març de 2024          | 978-4-09-862758-5 | 7 de març de 2025            | 978-84-679-7446-1 |
| En aquest nou volum, l’Ubume segueix a la recerca del seu objectiu alhora que compleix nous encàrrecs. Les relacions humanes continuen sent complicades encara que ha confiat en certes persones, però com a mujina, el seu lloc és i sempre estarà fora de la llei.                                                                            |                             |                   |                              |                   |
| 3 | 30 d'octubre de 2024        | 978-4-09-863114-8 | 6 de juny de 2025            | 978-84-679-7448-5 |
| Cada cop hi ha més mujina disposats a renunciar als seus drets per sobreviure fora de la llei, però l’Ubume també planteja els desavantatges i dificultats que hi ha per no ser reconeguda com a ésser humà per als altres. Tot i així, cada mujina s’enfronta als seus propis problemes de manera diferent mentre realitzen els seus encàrrecs |                             |                   |                              |                   |

## Rebuda
El manga es va situar al 19è lloc del rànquing "The Best Manga 2024 Kono Manga wo Yome!" de la revista Freestyle.